# Друголо (Бреша)
Друголо (итал. Drugolo) је насеље у Италији у округу Бреша, региону Ломбардија.
Према процени из 2011. у насељу је живело 30 становника. Насеље се налази на надморској висини од 216 м.